# Chẩn đoán di truyền phôi trước làm tổ

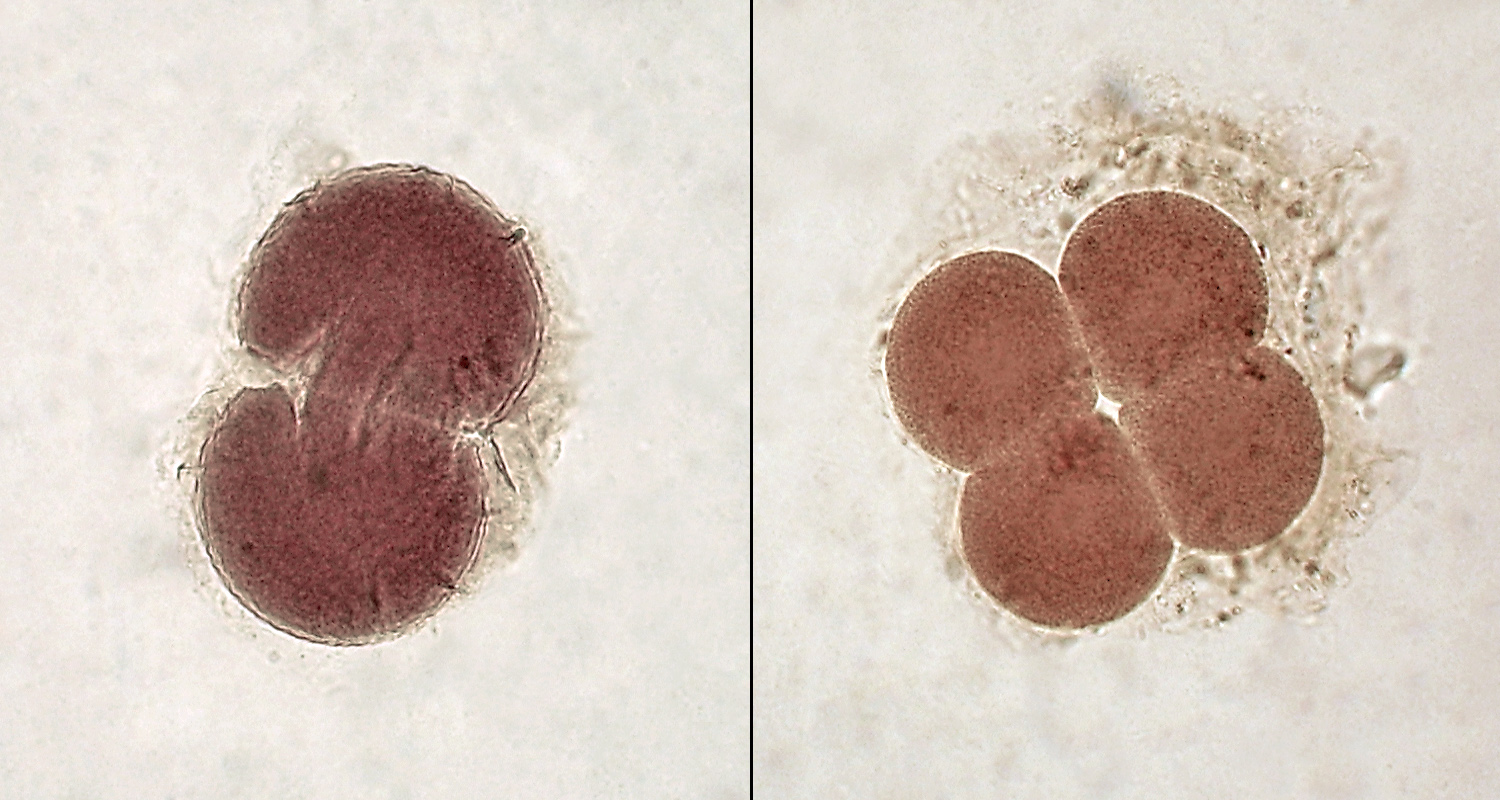
Phôi người giai đoạn sớm nhất : 2 - 4 phôi bào.

Chẩn đoán di truyền phôi trước làm tổ là phương pháp xác định cấu hình di truyền của phôi mới hình thành và chưa kịp làm tổ trong dạ con của người mẹ. Đây là biện pháp quan trọng để đảm bảo đứa con tương lai sẽ sinh ra có cấu hình di truyền lành mạnh, bình thường, trong bối cảnh trên Thế giới ngày càng có nhiều quái thai hoặc người sinh ra bị dị tật di truyền, do tác động của ô nhiễm môi trường và tác hại thứ phát của nhiều loại virut gây bệnh. Nói cách khác, phương pháp này giúp chẩn đoán,  phát hiện và có thể khuyên loại bỏ những phôi bất thường về số lượng nhiễm sắc thể (như hội chứng Đao, Tơcnơ, Claiphentơ) hay đột biến cấu trúc cấu trúc nhiễm sắc thể (như hội chứng nhiễm sắc thể Philadelphia), hoặc đôi khi cả một số bệnh đột biến gen, thường dẫn đến sẩy thai tự nhiên, thai lưu, thai dị tật nặng. Nhờ đó giúp làm giảm "gánh nặng di truyền" cho loài người.

## Tổng quan
- Thuật ngữ này dịch từ tiếng Anh Pre-implantation Genetic Diagnosis (viết tắt: PGD) là biện pháp sơ cấp của Di truyền Y học người, trong nhóm biện pháp chẩn đoán trước sinh nhằm sàng lọc di truyền.[2]

- Hiện nay, phương pháp PGD này thường tiến hành trên ba loại phôi hoặc mẫu vật sau:

1. Phôi do thụ tinh trong ống nghiệm cho những cặp vợ chồng hiếm muộn. Đây là cách sử dụng nhiều nhất.
2. Phôi do thụ tinh bình thường. Cách này thường sử dụng với cặp vợ chồng có nguy cơ sinh con bị rối loạn di truyền (qua hồ sơ di truyền).
3. Tế bào trứng trước thụ tinh

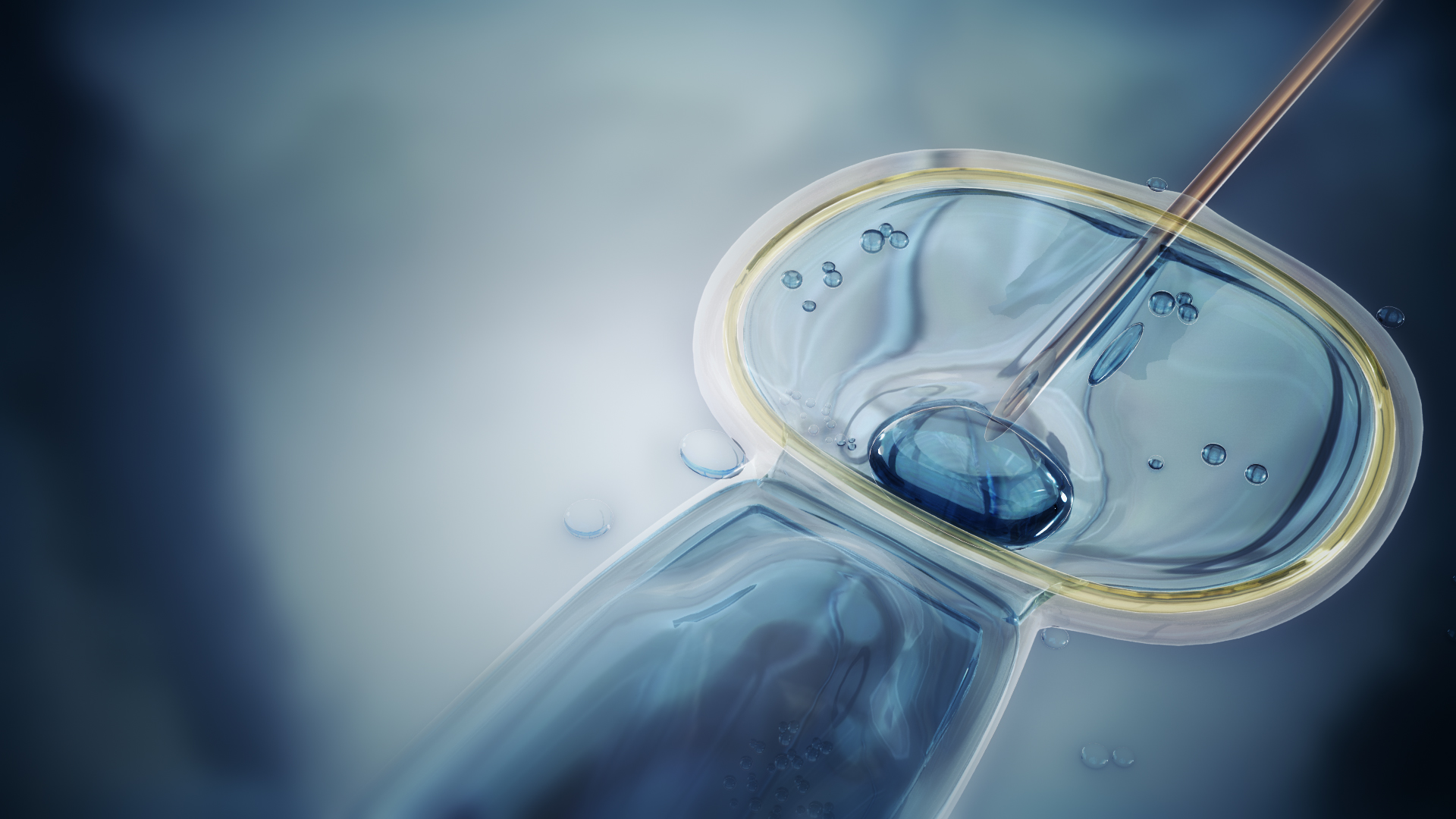
Thụ tinh trong ống nghiệm

Hai loại đầu là mẫu tế bào lấy từ phôi nang 5 - 6 ngày tuổi, là phôi vừa trải qua quá trình hoạt hóa bộ gen, chất lượng phôi được thể hiện rõ, ít nhiều đã vượt qua chọn lọc tự nhiên và có khả năng làm tổ cao sau khi chuyển vào tử cung (trên 60%). Số lượng tế bào trong giai đoạn này khá lớn (có thể tới 300 phôi bào) và mỗi lần sinh thiết phôi chỉ cần lấy3 - 5 tế bào ngoài cùng, thường là tế bào nuôi phôi không tham gia vào sự hình thành thai.
Loại mẫu vật thứ ba dùng trước khi thụ tinh nhân tạo.

## Phương pháp chung và ý nghĩa

1♂︎ Tinh trùng của bố. 1♀︎—Noãn của mẹ. 2 Thụ tinh, tạo thành nhiều hợp tử. 3 Chọn lọc nhân tạo các phôi. 4 Loại bỏ và giữ lại. 5Quyết định chọn phôi bào tốt. 6 Cấy vào mẹ và chăm sóc phôi.

- Trong trường hợp thụ tinh nhân tạo thường được áp dụng kĩ thuật này nhiều nhất, trước hết phải có các giao tử (bước 1 trong hình bên) của bố và mẹ. Sau đó cho thụ tinh in vitro, để tạo ra phôi (bước 2 trong hình bên). Thường thu được nhiều phôi cùng lúc, nhờ đó tiến hành các xét nghiệm về mặt di truyền, chọn ra phôi cần (bước 3). Tiếp theo (bước 4) là loại bỏ phôi bị "lỗi" (có bất thường về số lượng hoặc cấu trúc nhiễm sắc thể). Phôi tốt được phép phát triển thì nuôi cấy (bước 5) đến khi  thích hợp sẽ cấy vào tử cung người mẹ.

- PGD (chẩn đoán di truyền trước khi làm tổ) thường chỉ áp dụng đối với phôi có nguy cơ bị bệnh di truyền vì đây là một quy trình phức tạp, tốn kém, đòi hỏi đội ngũ y khoa nhiều kinh nghiệm và nhất là phải sinh thiết phôi, nên có thể gây hậu quả ngoài mong muốn. Trong quá khứ, hiện tại và tương lai, sự phát triển kĩ thuật này nằm trong chương trình chăm sóc sức khỏe sinh sản của mỗi quốc gia, nhằm giảm tỉ lệ người bị bệnh di truyền, từ đó giảm gánh nặng di truyền cho xã hội.[6] Tuy nhiên, muốn vậy phải được sự đồng ý của cả bố và mẹ của phôi, nói cách khác: nó không chỉ liên quan tới đạo đức sinh học, mà còn phụ thuộc vào nhân quyền.
- Việc xuất hiện ngày càng nhiều các quái thai, dị dạng trong xét nghiệm PGD, cùng với sự phát triển nhanh chóng của di truyền phân tử, y học hiện đại và nhiều loại công nghệ đã dẫn đến công nghệ Designer baby ("em bé được thiết kế").